# Родригес, Удзон
У́дзон Родри́гес дос Са́нтос (порт. Hudson Rodrigues dos Santos; 30 января 1988, Жуис-ди-Фора, штат Минас-Жерайс) — бразильский футболист, полузащитник и фланговый защитник (латераль).

## Биография
Удзон — воспитанник футбольной академии «Сантоса». В основе этого клуба дебютировал в 2007 году, после успешного выступления в молодёжном чемпионате штата Сан-Паулу. После двух сезонов за «рыб» Удзон стал часто менять команды, в основном это были участники низших дивизионов чемпионата Бразилии — «Санта-Круз», «Итуано», «Ред Булл Бразил», «Комершиал», «Оэсте», «Бразильенсе» и «Ботафого» из Рибейран-Прету. По признанию самого футболиста, в начале карьеры он часто менял позиции на поле, мог сыграть как в атаке, так и в обороне — однако такая универсальность не всегда способствовала повышению интереса со стороны сильных клубов, потому что те ищут конкретного игрока на конкретную позицию. В результате, Удзон сконцентрировался на игре в полузащите и в 2014 году получил приглашение от другого большого клуба Паулисты — «Сан-Паулу».
В 2016 году, после того как карьеру завершил Рожерио Сени, Удзон стал капитаном «Сан-Паулу».
Сезон 2017 Удзон провёл в «Крузейро» на правах аренды. С «лисами» правый защитник завоевал Кубок Бразилии. По окончании аренды вернулся в «Сан-Паулу».
В 2020—2021 годах выступал за «Флуминенсе». В первый год играл довольно регулярно, и помог своей команде заработать путёвку в розыгрыш Кубка Либертадорес. В начале мая 2021 года получил тяжёлую травму, из-за чего пропустил всю оставшуюся часть сезона. В декабре «Флуминенсе» продлил контракт с защитником на один месяц, чтобы он смог успеть полностью восстановиться от травмы. Одновременно на месяц, до конца января 2022 года, продлился и основной контракт с «Сан-Паулу».

## Титулы и достижения
- Чемпион Кубка Бразилии (1): 2017